# 伯仲钝头蛇
伯仲钝头蛇（学名：Pareas geminatus），一种分布于泰国西北部、老挝北部及中国云南省南部等地的爬行动物，隶属于钝头蛇科钝头蛇属。模式产地为中国云南普洱市江城哈尼族彝族自治县。本种系从缅甸钝头蛇（Pareas hamptoni）复合体中分出，因形态上和其他几种类似的钝头蛇之间很难区分，难分伯仲，故名。

## 保护
本种于2023年被收录入《有重要生态、科学、社会价值的陆生野生动物名录》。